# Anna Tkáčová
Anna Tkáčová (rozená Zajacová, * 3. ledna 1957, Praha) je česká překladatelka ze španělštiny, hispanistka a bývalá knihovnice.

## Životopis
V letech 1992–1997 vystudovala španělštinu a hispánskou literaturu na Filozofické fakultě Univerzity Karlovy. Je také členkou české Obce překladatelů. Pod svým jménem píše knižní recenze pro portál iLiteratura.cz.
Jejím bratrem je PhDr. Štěpán Zajac, vystudovaný romanista, překladatel ze španělštiny a bývalý velvyslanec v Argentině, Paraguayi a Uruguayi.

## Dílo

### České překlady
Do češtiny přeložila ze španělštiny několik španělsky píšících spisovatelů, např.:
- Fuentes, Carlos. Pohřbené zrcadlo. Praha: Mladá Fronta, 2003.
- Ganivet, Ángel. Španělské idearium. 1. vyd. Chomutov : L. Marek, 2007. 143 S.
- Lozano Jiménez, José. Oči ikony. Brno: L. Marek, 2006.
- Paz, Octavio. Sor Juana Inés de la Cruz aneb nástrahy víry. Dauphin, 2015.
- Poniatowska, Elena. Drahý Diego, objímá Tě Quiela. Praha: Práh, 2007.
- Poniatowska, Elena. Ztřeštěná sedma: portréty mexických umělkyň. Praha: One Women Press, 2004. (Překlad básní: Miloslav Uličný)
- Llorens, Idalia. Santería – kompletní obraz této náboženské praktiky. Praha: Volvox Globator, 2010. 237 S.